# 5418 Joyce
5418 Joyce (1981 QG1) là một tiểu hành tinh vành đai chính được phát hiện ngày 29 tháng 8 năm 1981 bởi A. Mrkos ở Klet.